# Mohsin Khan (cyclisme)
Pour les articles homonymes, voir Khan (homonymie).
Mohsin Khan, né le 3 février 1993,, est un coureur cycliste pakistanais.

## Biographie
En 2016, il devient le premier cycliste pakistanais à participer à une édition des championnats du monde sur route. Engagé sur le contre-la-montre, il se classe 64e sur 66 participants, à près de seize minutes du vainqueur Tony Martin. 

## Palmarès
- 2015
  - Pakistan Day Cycle Race
- 2016
  - 2e du championnat du Pakistan du contre-la-montre
- 2017
  -  Champion du Pakistan du contre-la-montre par équipes[4]
- 2018
  - Pakistan Day Cycle Race[5]
- 2019
  - 1re étape de la Pakistan Day Cycle Race (contre-la-montre)
  - 3e du championnat du Pakistan du contre-la-montre
- 2021
  - Quaid-e-Azam Day Cycling Race[6]
- 2022
  - Tour de Khyber[7]
- 2023
  -  Champion du Pakistan sur route

### Classements mondiaux
| Année                                 | 2023  |
| ------------------------------------- | ----- |
| Classement mondial                    | 1114e |
| UCI Asia Tour                         | 74e   |
|                                       |       |
| Légende : nc = non classéSource : UCI |       |